# Џиновска секвоја
Џиновска секвоја (лат. Sequoiadendron giganteum) је једина савремена врста истоименог рода дрвенастих биљака (Sequoiadendron), из породице чемпреса (Cupressaceae).
Секвоја може да живи и до 2.200 година и спада у ред највишег дрвећа на Земљи — висина може да joj достигне 115,5 m. Највећи познати примерак посечен је у 19. веку, а са 132, 58 m био је до тада највише дрво на свету.